# Jaycee John Okwunwanne
Jaycee John Okwunwanne (8 de outubro de 1985) é um futebolista profissional bareinita de origem nigeriana que atua como defensor.

## Carreira
Jaycee John Okwunwanne representou a Seleção Bareinita de Futebol na Copa da Ásia de 2015.